# Маргарета фон Насау-Вайлбург
Маргарета фон Насау-Вайлбург (на немски: Margarethe/Margareta von Nassau-Weilburg; * 1370?; † 22 януари 1427) е графиня от Насау-Вайлбург и чрез женитба графиня на Велденц в днешен Рейнланд-Пфалц.

## Произход
Тя е дъщеря, най-малкото дете, на граф Йохан I фон Насау-Вайлбург († 1371) и втората му съпруга графиня Йохана фон Саарбрюкен († 1381), дъщеря наследничка на граф Йохан II фон Саарбрюкен († 1380/1381) и Жилет дьо Бар-Пирефор († 1362).
Баща ѝ Йохан I получава през 1366 г. от император Карл IV за себе си и наследниците си титлата покнязен граф на империята.

## Фамилия
Маргарета фон Насау-Вайлбург се омъжва на 25 март 1393 г. за граф Фридрих III фон Велденц (* 1387; † 16 септември или 29 октомври 1444) от фамилията Геролдсек, вторият син на граф Хайнрих III фон Велденц († 1389) и графиня Лорета фон Спонхайм-Щаркенбург († сл. 1364). Те имат една дъщеря:
- Анна фон Велденц (* ок. 1395; † 18 ноември 1439), единствена наследничка, омъжена 1409 г. или на 13 юни 1410 г. в Хайделберг за пфалцграф Стефан фон Пфалц-Зимерн-Цвайбрюкен (* ок. 13 юни 1385; † 14 февруари 1459), третият син на курфюрст и римско-немски крал Рупрехт (1352 – 1410).